# Prix ICTCM
Le prix ICTCM est une distinction mathématique décernée chaque année lors de la International Conference on Technology in Collegiate Mathematics (en) (ICTCM) parrainée par les éditeurs Addison-Wesley & Prentice Hall. Ce prix, a été créé par Pearson Education (en) dans le but de reconnaître un individu ou un groupe pour l'excellence et l'innovation dans l'utilisation de la technologie pour améliorer l'enseignement et l'apprentissage des mathématiques. Des actes électroniques de la conférence sont disponibles depuis la septième édition (ICTCM 7).

## Lauréats

### 1997 Chicago, ICTCM-10
- Paul Velleman, université Cornell[3] pour : ActiveStats[4]

### 1998 Nouvelle-Orléans, ICTCM-11
- Laurie Hopkins, université Columbia, et Amelia Kinard, université Columbia[5], pour : An Update on the Impact of handheld CAS Systems on Developmental Algebra
- Deborah Hughes Hallett, université de l'Arizona ; Eric Connally, Wellesley College ; Rajini Jesudason, Wellesley College ; Ralph Teixeira, université Harvard et Graeme Bird, université Harvard pour : Information, Data and Decisions[6]
- John C. Miller, City College of New York pour : xyAlgebra: Algebra Courseware with Intelligent Help at Every Step[7]

### 1999 San Francisco, ICTCM-12
- Michael E. Gage (et coll.), université de Rochester et Arnold K. Pizer, université de Rochester[8] pour : WeBWork[9].
- Christopher Weaver, université d'État du Nouveau-Mexique pour : Mathematics Accessible to Visually Impaired Students.

### 2000 Atlanta, ICTCM-13
- Deborah Hughes Hallett, université de l'Arizona et Richard Thompson, université de l'Arizona[10] pour : Computer Texts for Business Mathematics[11].

### 2001 Baltimore, ICTCM-14
- Bob Richardson, université Massey (Nouvelle-Zélande) et Brian Felkel, université d'État des Appalaches[12] pour : Networked Business Mathematics.

### 2002 Orlando, ICTCM-15
- Robert L. Devaney (en), université de Boston[13] pour : The Dynamical Systems and Technology Project[14]

### 2003 Chicago, ICTCM-16
- James H. Curry, université du Colorado à Boulder et Anne Dougherty, université du Colorado à Boulder[15], pour : Mathématiques Visualization Toolkit[16]

### 2004 Nouvelle-Orléans, ICTCM-17
- Mike Martin, Johnson County Community College, et Steven J. Wilson, Johnson County Community College[17] pour : Dynamic Web Tools for Undergraduate Mathematics[18]

### 2006 Orlando, ICTCM-18
- Sarah L. Mabrouk, université d'État de Framingham[19], pour : Interactive MS Excel Workbooks

### 2007 Boston, ICTCM-19
- Mark H. Holmes, Institut polytechnique Rensselaer[20] pour : Integrating the Learning of Mathematics and Science Using Interactive Teaching and Learning Strategies

### 2008 de San Antonio, ICTCM-20
- Douglas B. Meade, université de Caroline du Sud et Philip B. Yasskin, université A&M du Texas[21] pour : Maplets for Calculus (en), Tutoring without the Tutor[22]

### 2009 Nouvelle-Orléans, ICTCM-21
- Douglas Ensley, Shippensburg University et Barbara Kaskosz, université du Rhode Island[23] pour : Flash and Math Applets: Learn by Example[24]

### 2010 Chicago, ICTCM-22
- Paul Seeburger, Monroe Community College[25] pour : Dynamic Visualization for Multivariable Calculus

### 2011 Denver, ICTCM-23
- Mamikon Mnatsakanian, California Institute of Technology et Hui Fang Huang "Angie" Su, Nova Southeastern University[26] pour : Shapes and Numbers: From Counting to Calculus and Beyond[27]